# Povijest održivosti
Povijest održivosti prati ekološke sustave pod čovjekovom dominacijom od najranijih civilizacija do danas. Ova povijest karakterizirana je povećanim regionalnim uspjehom pojedinog društva nakon kojeg slijedi kriza koja može biti riješena stvaranjem održivosti ili neriješena vođenjem do propasti.

## Rane civlizacije
Više informacija: neolitička revolucija
U ranoj ljudskoj povijesti, iako su zahtjevi nomadskih lovaca-skupljača za energijom i resursima bili maleni, uporaba vatre i želja za specifičnom hranom mogla je izmijeniti prirodni sastav biljaka i životinjskih zajednica. Prije 8.000 do 10.000 godina u različitim dijelovima svijeta pojavila se poljoprivreda. Poljoprivredne zajednice ovisile su uvelike o svojoj okolini i stvaranju "strukture stalnosti". Društva koja su nadišla vlastite lokalne zalihe hrane ili su iscrpila kritične resurse morala su se seliti ili suočiti s propašću.
Arheološki dokazi govore kako su prve civilizacije nastale u Sumeru, u južnoj Mezopotamiji (danas Irak) i Egiptu, a datiraju iz oko 3000. pr. Kr. Do 1000. pr. Kr. osnovane su civilizacije u Indiji, Kini, Meksiku, Peruu i dijelovima Europe. Sumer ilustrira središnja pitanja za održivost ljudske civilizacije. Sumerski gradovi prakticirali su intenzivnu, jednogodišnju poljoprivredu od o. 5300. pr. Kr. Viškovi uskladištene hrane stvoreni u toj ekonomiji omogućili su civilizaciji da se naseli na jednom mjestu umjesto da migrira u potrazi za divljom hranom i zemljištem za ispašu. Druga posljedica viškova bilo je omogućavanje mnogo veće gustoće stanovništva. Razvoj poljoprivrede u Mezopotamiji zahtijevalo je od mnogih radnika da grade i održavaju sustave za navodnjavanje. To je dovelo do nastanka političke hijerarhije, birokracije, te religijskih sankcija, zajedno sa stajaćom vojskom radi zaštite civilizacije u nastajanju. Intenzivna poljoprivreda omogućila je rast stanovništva, ali je također dovela do deforestacije u uzvodnim područjima koja su bila česta mjesta poplava i prekomjernog navodnjavanja što je povećalo salinitet tla. Iako je napravljena promjena u kultivaciji s pšenice na mnogo halotolerantniji ječam, prinosi su se i dalje smanjivali. Konačno, pad poljoprivredne proizvodnje i ostali faktori doveli su do propadanja civilizacije. Procjenjuje se da je od 2100. do 1700. pr. Kr. stanovništvo smanjeno za gotovo šezdeset posto. Civilizacije za koje se također smatra kako su konačno propale zbog slabog upravljanja resursima uključuju Maye, Anasaze i Istočne otočane. Nasuprot tome, stabilne zajednice izmjenjivačkih kultivatora i hortikulturista postojale su na Novoj Gvineji i u Južnoj Americi, a velike poljoprivredne zajednice u Kini, Indiji i drugdje obrađivali su istu zemlju stoljećima. Polinezijske kulture nastavile su održavati stabilne zajednice tijekom 1.000 do 3.000 godina na malenim otocima s minimalnim resursima koristeći rahui i kaitiakitangu u kontroli ljudskog pritiska na okoliš. U Šri Lanki prirodni rezervati osnovani tijekom vladavine kralja Devanampiyatisse i koji potječu iz 307. pr. Kr. bili su posvećeni održivosti i harmonićnom življenju s prirodom.

## Pojava industrijskih društava
Više informacija: fosilna goriva
Tehnološki napredci tijekom nekoliko tisućljeća omogućili su ljudima povećavanje kontrole nad okolišem. No tek je zapadna industrijska revolucija od 17. do 19. stoljeća iskoristila nepregledni rast potencijala energije fosilnih goriva. Ugljen je korišten za pogon sve učinkovitijih strojeva, a tek kasnije za generiranje električne struje. Moderni zdravstveni sustavi i napredci u medicini štitili su velike populacije od bolesti. Takvi uvjeti doveli su do eksplozije ljudskog stanovništva i dotad neviđenog industrijskog, tehnološkog i znanstvenog rasta koji se nastavio do danas, označavajući početak perioda globalnog ljudskog utjecaja poznatog kao antropocen. Od 1650. do 1850. globalno stanovništvo se udvostručilo od oko 500 milijuna na 1 milijardu ljudi.
Zabrinutost oko ekoloških i socijalnih učinaka industrije izrazili su tek neki prosvjetiteljski politički ekonomisti te neki pripadnici romantičarskog pokreta tijekom 1800-ih. O prenapučenosti je u jednom eseju pisao Thomas Malthus (vidi Malthusova katastrofa), dok je John Stuart Mill predvidio poželjnost ekonomije "stacionarne države", anticipirajući zabrinutosti moderne discipline ekološke ekonomije. U kasnom 19. stoljeću Eugenius Warming bio je prvi botaničar koji je proučavao fiziološke odnose između biljaka i njihova okoliša, navješćujući znanstvenu disciplinu ekologiju.

## Rano 20. stoljeće
Više informacija: ekološki pokret
Do 20. stoljeća industrijska revolucija dovela je do eksponencijalnog rasta ljudske potrošnje resursa. Rast u zdravstvu, bogatstvu i rast stanovništva bili su percipirani kao jednostavan put napretka. Ipak, ekonomisti su tijekom 1930-ih počeli razvijati modele upravljanja neobnovljivim resursima (vidi Hotellingovo pravilo) te održivost blagostanja u ekonomiji koja koristi neobnovljive resurse (Hartwickovo pravilo).
Ekologija je sada stekla opću prihvaćenost kao znanstvena disciplina pa su se mnogi koncepti vitalni za održivost počeli istraživati. Oni su uključivali: međupovezanost svih živih sustava i jedan živi planetarni sustav, biosferu; važnost prirodnih ciklusa (vode, nutrijenata i ostalih kemikalija, materijala, otpada); prolaz energije kroz trofičke razine živih sustava.

## Sredina 20. stoljeća: ekologizam
Više informacija: ekologizam i znanost o okolišu
Slijedeći gubitke velike depresije i Drugog svjetskog rata, razvijeni svijet ušao je u novi period eskalirajućeg rasta, tzv. "veliku akceleraciju … veliki val u ljudskoj poduzetnosti koji je empatijski označio čovječanstvo kao globalnu geofizičku silu" post-1950-ih godina. Rastući ekološki pokret isticao je povezanost ekoloških troškova s mnogim materijalnim pogodnostima u kojima se sada moglo uživati. Inovacije u tehnologiji (uključujući plastiku, sintetičke kemikalije, nuklearnu energiju) i rastuća uporaba fosilnih goriva neprestano su transformirali društvo. Moderna industrijska poljoprivreda – "Zelena revolucija" – bila je utemeljena na razvoju sintetičkih fertilizatora, herbicida i pesticida koji su imali devastirajuće posljedice za ruralnu divljinu što je dokumentirala američka morska biologinja, naturalistica i ekologinja Rachel Carson u djelu Silent Spring (Tiho proljeće, 1962.)
Godine 1956. teorija pika nafte američkog geoznanstvenika M. Kinga Hubberta predviđala je neizbježni pik u proizvodnji nafte, prvo u SAD-u (između 1965. i 1970.), zatim u sukcesivnim regijama svijeta – s očekivanim globalnim pikom ubrzo zatim. Tijekom 1970-ih zabrinutost ekologizma oko onečišćenja, eksplozije stanovništva, konzumerizma i iscrpljenja konačnih resursa pronašao je izraz u djelu Small Is Beautiful (Maleno je predivno) britanskog ekonomista E. F. Schumachera iz 1973. godine, te u djelu The Limits to Growth (Granice rasta) koje je izdao globalni think tank Rimski klub 1975. godine.

## Kasno 20. stoljeće
Više informacija: održivost i održivi razvoj
Ekološki problemi danas poprimaju globalne razmjere. Energetske krize iz 1973. i 1979. demonstrirale su koliko mnogo je globalna zajednica postala ovisna o neobnovljivim resursima. Predsjednik Carter u svojem govoru o stanju Unije pozvao je Amerikance neka "…štede energiju, uklanjanju otpad. Neka 1980. Godina uistinu bude godina štednje energije". Dok je razvijeni svijet razmatrao probleme nesmetanog razvoja, zemlje u razvoju koje su se suočavale s kontinuiranim siromaštvom i oskudicom doživljavale su razvoj kao presudnu stvar za rast životnih standarda vlastitog naroda. Internacionalna unija za očuvanje prirode objavila je 1980. godine utjecajnu Svjetsku strategiju očuvanja, a 1982. godine i Svjetsku povelju o prirodi koja je usmjerila pažnju na propadanje svjetskih ekosustava.
Svjetska komisija za okoliš i razvoj Ujedinjenih nacija (Brundtlandska komisija) objavila je 1987. godine izvješće Our Common Future (Naša zajednička budućnost) u kojem se govori kako je razvoj prihvatljiv, no on mora biti održivi razvoj koji će zadovoljiti potrebe siromašnih bez da istovremeno poveća ekološke probleme. Potrebe čovječanstva na planetu više su se nego udvostručile u posljednjih 45 godina kao posljedica rasta stanovništva i povećane individualne potrošnje. Gotovo sve zemlje na svijetu imale su 1961. godine više nego dovoljno kapaciteta za zadovoljenje svojih vlastitih potreba. Do 2005. godine situacija se radikalno izmijenila, te su mnoge zemlje radi zadovoljenja svojih potreba morale uvoziti resurse iz ostalih država. U to je vrijeme učinjen korak prema održivom življenju podizanjem svijesti javnosti i usvajanjem recikliranja i pojavom obnovljivih energija. Razvoj obnovljivih izvora energije tijekom 1970-ih i 1980-ih, prvenstveno vjetrenih turbina i fotovoltaika, te povećana uporaba hidroelektriciteta, predstavljao je jednu od prvih održivih alternativa fosilnim gorivima i nuklearnoj energiji, a prve veće solarne i vjetroelektrane pojavile su se tijekom 1980-ih i 1990-ih. U to su vrijeme mnoge lokalne i državne vlasti u razvijenim zemljama također započele implementirati održive politike malih razmjera.

## 21. stoljeće: globalna svijest
Radom klimatologa u IPCC-u porasla je globalna svijest o prijetnji antropogeno progresivnog efekta staklenika uzrokovanog uglavnom sječom šuma i uporabom fosilnih goriva. Kopenhaško vijeće za klimu, internacionalni tim vodećih klimatologa, izdalo je u ožujku 2009. upečatljivu izjavu: "Klimatski sustav već se odavno kreće izvan obrazaca prirodne varijabilnosti unutar kojih se naše društvo i ekonomija razvijaju i napreduju. Ovi parametri uključuju globalnu srednju površinsku temperaturu, podizanje razine mora, dinamiku oceana i ledenog pokrova, acidifikaciju oceana, te ekstremna klimatska zbivanja. Postoji značajan rizik da će se mnogi trendovi ubrzati što će dovesti do povećanog rizika naglih i ireverzibilnih klimatskih promjena."
Ekološka ekonomija sada pokušava premostiti jaz između ekologije i tradicionalne neoklasične ekonomije: ona pruža inkluzivni i etički ekonomski model za društvo. Mnoštvo novih koncepata za pomoć u implementaciji i mjerenju održivosti postalo je široko prihvaćeno, a među njima su: pokret bez auta, smart growth (održiviji urbani okoliš), procjena životnog ciklusa (cradle to cradle analiza uporabe resursa i ekološki učinak na životni ciklus proizvoda ili procesa), analiza ekološkog otiska, zelena gradnja, dematerijalizacija (povećano recikliranje materijala), dekarbonizacija (uklanjanje ovisnosti o fosilnim gorivima) i mnogo više.
Rad Bine Agarwal i Vandane Shiva pridonio je kulturnoj mudrosti tradicionalnih, održivih poljoprivrednih društava u akademskom diskursu o održivosti, te ih je također oplemenio modernim znanstvenim principima. Agencija za zaštitu okoliša Sjedinjenih Država odredila je 2009. godine da staklenički plinovi "ugrožavaju javno zdravstvo i skrb" američkog naroda pridonoseći klimatskoj promjeni i uzrokujući više toplinskih valova, suša i poplava, te prijeteći zalihama hrane i vode. Brzonapredujuće tehnologije sada osiguravaju sredstva za postizanje tranzicije ekonomija, generiranja energije, upravljanja vodom i otpadom, te proizvodnjom hrane prema održivoj praksi uporabom metoda sustavne ekologije i industrijske ekologije.

## Više informacija
- Okviri održivosti
- Ekološki problemi
- Ekonomija i energija

## Vanjske poveznice
- The Complex History of Sustainability, a Timeline of Trends, Authors, Projects and Fiction  Arhivirana inačica izvorne stranice od 25. studenoga 2009. (Wayback Machine)
- History and sustainability project lead by Paul Warde at the Centre for History and Economics, King’s College, Cambridge.  Arhivirana inačica izvorne stranice od 21. siječnja 2010. (Wayback Machine)